# Dofí de l'Amazones
El dofí de l'Amazones (Inia geoffrensis) o dofí rosat (boto cor-de-rosa en portuguès brasiler), és un dofí d'aigua dolça endèmic dels sistemes fluvials de l'Amazones i l'Orinoco. És el dofí de riu més gros —el pes dels mascles adults arriba als 185 kg i poden mesurar fins a 2,5 m. Com a caràcter distintiu, els adults adquireixen un color rosat, més accentuat en els mascles. És un dels cetacis amb dimorfisme sexual més evident, ja que els mascles mesuren i pesen un 16% i 55% més que les femelles. Com els altres odontocets posseeix un òrgan anomenat meló que utilitza per a l'ecolocalització. L'aleta dorsal té poca alçada però és molt llarga i les seves aletes pectorals són grans. Aquesta característica, juntament amb la seva mitjana grandària i la falta de fusió de la vèrtebres cervicals, li confereix una gran capacitat de maniobra per desplaçar-se pel bosc inundat i per capturar les seves preses.
Posseeix la dieta més àmplia entre els odontocets; s'alimenta principalment de peixos, dels quals s'han identificat 53 espècies diferents, entre els quals hi ha les corvines, tetres i piranyes. Complementa la seva dieta amb tortugues de riu i crancs. No se l'ha de confondre amb el dofí d'estuari sud-americà (Sotalia fluviatilis), la distribució del qual s'encavalca amb la del dofí de l'Amazones, però no és un autèntic dofí de riu.